# Phillip Merling
Phillip Blaine Merling (Portsmouth, 19 aprile 1985) è un giocatore di football americano statunitense che gioca nel ruolo di defensive end per i Washington Redskins della National Football League (NFL). Fu scelto nel corso del secondo giro (32º assoluto) del Draft NFL 2008 dai Miami Dolphins. Al college ha giocato a football alla Clemson University.

## Carriera professionistica

### Miami Dolphins
Merling fu scelto nel corso del secondo giro del Draft 2008 dai Miami Dolphins. Nella sua stagione da rookie disputò tutte le 16 partite, 2 delle quali come titolare, mettendo a segno 26 tackle, un sack e un intercetto nella settimana 17 ai danni di Brett Favre ritornandolo in un touchdown che contribuì alla vittoria della division da parte dei Dolphins.
Prima della stagione 2010, Merling si infortunò al tendine d'Achille rimanendo fuori per tutta la stagione.
Il 23 aprile fu tagliato dai Dolphins dopo aver messo a segno solamente sette tackle nelle ultime due stagioni.

### Green Bay Packers
Il 23 maggio 2012, Merling firmò con i Green Bay Packers. Il 26 novembre 2012 fu svincolato.

### Washington Redskins
Nel gennaio 2013, Merling firmò con i Washington Redskins.

## Vittorie e premi
Nessuno

## Statistiche
| Partite totali      | 50  |
| Partite da titolare | 5   |
| Tackle totali       | 68  |
| Sack                | 3,5 |
| Intercetti          | 1   |
| Fumble forzati      | 0   |

Statistiche aggiornate alla stagione 2012